# Istituto italiano per la storia della musica
L'Istituto Italiano per la Storia della Musica (IISM) è una fondazione italiana di ricerca musicologica. L'istituto fu fondato da Raffaello De Rensis dalla trasformazione dell'omonimo Ente, istituito in Roma presso l'Accademia di Santa Cecilia con Regio decreto legge del 24 novembre 1938, allo scopo di promuovere:
- la ricerca mirata alla valorizzazione di musiche di rilevante interesse storico e artistico;
- edizioni critiche di testi musicali, con particolare riguardo ai compositori italiani o che abbiano operato in Italia;
- la pubblicazione di studi e documenti storico-musicali.

L'Istituto, inoltre, si prefigge di prestare la propria collaborazione anche a livello internazionale per la catalogazione di fondi musicali, e favorire manifestazioni artistiche e culturali.
L'attuale presidente è Claudio Consolo, succeduto, nel 2019, ad Agostino Ziino, accompagnato dallo stesso Ziino e da Mauro Tosti Croce (consiglieri), Giovanni Carli Ballola (tesoriere), e dai seguenti revisori dei conti: Fiorella Coscia (Ministero per i beni e le attività culturali), Antonietta Vardè (Ministero dell'economia e delle finanze) e Antonio Simeoni (Accademia Nazionale di Santa Cecilia).

## Pubblicazioni
A partire dalla sua fondazione, l'IISM ha patrocinato varie pubblicazioni, sia di saggi, sia di edizioni musicali dei seguenti compositori:
- Luigi Boccherini
- Giacomo Carissimi
- Giovanni De Antiquis
- Giovanni de Macque
- Gaetano Donizetti
- Baldassare Galuppi
- Carlo Gesualdo da Venosa
- Niccolò Jommelli
- Antonio Molino
- Pomponio Nenna
- Niccolò Paganini
- Giovanni Pierluigi da Palestrina
- Davide Perez
- Carlo Rainaldi
- Alessandro Scarlatti
- Alessandro Stradella